# Liste des canaux Wi-Fi
Pour les articles homonymes, voir canal, fréquence (homonymie) et Wi-Fi.
Les équipements Wi-Fi, comme toutes les techniques sans fil, utilisent une partie limitée des bandes de fréquences hertziennes (bandes UHF et SHF), afin de limiter les interférences avec d'autres équipements ; un certain nombre de canaux Wi-Fi sont donc définis par les États et les organismes de normalisation.
Sans être strictement similaires sur l'ensemble du globe, les fréquences des bandes ISM (2,4 GHz, 5 GHz et 6 GHz) autorisées pour le Wi-Fi par la plupart des États sont néanmoins assez homogènes.

## Bande2,4GHz
Voici la  liste des canaux (et fréquences associées) autorisés en Wi-Fi.
| Canal | Fréquence (GHz) | Pays                               | Note                                         |
| ----- | --------------- | ---------------------------------- | -------------------------------------------- |
| 1     | 2,412           | Japon, Europe ETSI, États-Unis FCC |                                              |
| 2     | 2,417           | Japon, Europe ETSI, États-Unis FCC |                                              |
| 3     | 2,422           | Japon, Europe ETSI, États-Unis FCC |                                              |
| 4     | 2,427           | Japon, Europe ETSI, États-Unis FCC |                                              |
| 5     | 2,432           | Japon, Europe ETSI, États-Unis FCC |                                              |
| 6     | 2,437           | Japon, Europe ETSI, États-Unis FCC |                                              |
| 7     | 2,442           | Japon, Europe ETSI, États-Unis FCC |                                              |
| 8     | 2,447           | Japon, Europe ETSI, États-Unis FCC |                                              |
| 9     | 2,452           | Japon, Europe ETSI, États-Unis FCC |                                              |
| 10    | 2,457           | Japon, Europe ETSI, États-Unis FCC | Ancien plan de bande en France et en Espagne |
| 11    | 2,462           | Japon, Europe ETSI, États-Unis FCC | Ancien plan de bande en France et en Espagne |
| 12    | 2,467           | Japon, Europe ETSI                 | Ancien plan de bande en France               |
| 13    | 2,472           | Japon, Europe ETSI                 | Ancien plan de bande en France               |
| 14    | 2,484           | Japon                              |                                              |

Représentation graphique des canaux wifi dans la bande des 2.4 GHz.

L'Espagne et la France ont à présent étendu leur plan de bande à l'ensemble des canaux autorisés en Europe.

### Utilisation des fréquences

Usage des canaux pour ne pas les superposer dans la bande 2.4 GHz

Les fréquences indiquées dans le tableau précédent sont les fréquences centrales de chaque canal.
Autour de cette fréquence centrale le signal est modulé sur une plage de fréquence de 20 MHz à 22 MHz. Chaque canal occupe donc une plage de fréquence de +/-11 MHz autour de sa fréquence centrale (+/-10 MHz pour les versions les plus récentes des normes : 802.11g et 802.11n).
Le spectre radio affecté au Wi-Fi débute à 2 400 MHz, il se termine à 2 483,5 MHz.
Les canaux se recouvrant largement, il est souhaitable d'utiliser des canaux libres si on veut éviter de causer et de subir des interférences radio. Du temps du 802.11b, chaque canal occupait une plage de fréquence de 22 MHz, et il était alors préférable de n'utiliser en Europe que les canaux 1 - 6 - 11. Ces 3 canaux restent en 2022 les plus utilisés.
Certains canaux peuvent aussi être utilisés en analogique ou en numérique par d'autres applications professionnelles et domestiques, comme des aérocams ou les meteocams ou des équipements Bluetooth.
Afin d'éviter les interférences avec les utilisateurs proches de réseaux Wi-Fi ou d'autres réseaux sans fil, il faut analyser l'occupation du spectre, et s'en tenir à la règle de base suivante : laisser au moins 3 canaux vides entre les canaux voisins et celui que l'on veut utiliser. 	
Utiliser exactement le même canal qu'un autre point d'accès Wi-Fi ou bien qu'un autre utilisateur présente  l'inconvénient de devoir partager la bande passante avec lui, mais offre l'avantage de permettre aux mécanismes d'évitement de collisions de paquets (CSMA/CA) de fonctionner ; alors que plusieurs émetteurs connectés sur des canaux se recouvrant partiellement subissent les émissions des autres comme des parasites radio-électriques, sans que la collision des paquets puisse être évitée. Il s'ensuit des erreurs de transmission et une baisse du débit si les 2 émetteurs sont proches.
La puissance maximale autorisée (à l'intérieur et à l'extérieur des bâtiments) ou PIRE (puissance isotrope rayonnée équivalente) est de 100 mW en France dans la bande des 2,4 GHz.

### Cohabitation avec d'autres équipements
Le spectre hertzien de 2 400 à 2 450 MHz (canaux 1 à 8) est partagé avec les radioamateurs, ce qui peut éventuellement perturber l'exploitation du Wi-Fi, ces derniers disposant d'un droit d'usage de ces fréquences à des puissances plus élevées, de l'ordre de quelques dizaines de watts (120 watts au maximum) . Les canaux 1, 5, 9 et 13 sont utilisés par les transmetteurs et les Webcams analogiques et depuis peu numériques. La fréquence 2,45 GHz est celle des fours à micro-ondes  pouvant perturber, plus ou moins, les canaux Wi-Fi 7 à 10.

### Cohabitation avec le ministère de la Défense en France
Jusqu'en 2007 la bande 2 400 à 2 446,50 MHz était partagée avec le ministère de la Défense. Les forces armées utilisaient cette bande pour les radars de la défense anti-aérienne et pour les radars de poursuite des rampes des missiles Crotale. Le ministère a libéré totalement la bande ISM (Industrie, Scientifique et Médical) des 2,4 GHz depuis 2011.

## Bande5GHz

### Utilisation des fréquences
Les fréquences utilisables dans cette bande sont définies par l’IEEE dans les normes IEEE 802.11n et IEEE 802.11ac. Elles occupent 2 larges sous-bandes allant respectivement de 5,150 à 5,350 GHz et de 5,470 à 5,850 GHz.
Certaines de ces fréquences peuvent, dans certains pays, être en conflit avec d’autres usages, notamment militaires ou avec des radars météo. L’IEEE préconise une sélection dynamique des canaux par le hotspot, plutôt que l’affectation statique habituellement utilisée dans la bande des 2,4 GHz.
Depuis 2006, les organismes de régulation européens et français ont autorisé pour les réseaux sans fil HiperLAN et Wi-Fi, l'utilisation d'une partie de ces deux nouvelles bandes de fréquences : l'une allant de 5,150 à 5,350 GHz et l'autre de 5,470 à 5,725 GHz.
Pour la France, cette autorisation a été confirmée et précisée (notamment le niveau des puissances maximales d’émission) par l’Arcep, en mai 2008.
Cette bande (composée des 2 sous-bandes) est désignée sous le nom « bande 5 GHz » et peut être utilisée par les normes Wi-Fi récentes IEEE 802.11n et IEEE 802.11ac ; la numérotation des canaux y est différente de celle de la bande ISM des 2,4 GHz, avec une numérotation « modulo 4 ». Il y a 22 canaux en Europe : canaux numérotés 32 à 68 (fréquences centrales de 5,160 à 5,340 GHz) et canaux 96 à 140, modulo 4 (fréquences centrales de 5,480 à 5,700 GHz). 6 canaux supplémentaires sont utilisables aux États-Unis : le canal 144 (5,720 GHz) et les canaux 149 à 165 (fréquences centrales de 5,745 à 5,825 GHz).
Chaque canal a une largeur de 20 MHz ; ils sont espacés de 20 MHz, ne sont pas superposés (contrairement à ceux de la bande des 2,4 GHz) et ils peuvent être agrégés par groupe de 2 (norme 802.11n) ou par groupes de 2, 4 ou 8 (norme 802.11ac). Un seul terminal Wi-Fi, compatible avec la norme 802.11ac, doit pouvoir utiliser 80 MHz et optionnellement jusqu’à 160 MHz de largeur de bande.

### Liste des canaux dans la bande des5GHz
Les canaux suivants, de 20 MHz de largeur chacun, sont autorisés en Europe et aux États-Unis ; les fréquences sont indiquées en fréquence centrale de chaque canal :
| Canal | Fréquence Centrale (MHz) | Fréquence (MHz) | Pays               | Notes  |
| ----- | ------------------------ | --------------- | ------------------ | ------ |
| 32    | 5160                     | 5150–5170       | Europe             | [ 9 ]  |
| 36    | 5180                     | 5170–5190       | Europe, États-Unis |        |
| 40    | 5200                     | 5190–5210       | Europe, États-Unis |        |
| 44    | 5220                     | 5210–5230       | Europe, États-Unis |        |
| 48    | 5240                     | 5230–5250       | Europe, États-Unis |        |
| 52    | 5260                     | 5250–5270       | Europe, États-Unis |        |
| 56    | 5280                     | 5270–5290       | Europe, États-Unis |        |
| 60    | 5300                     | 5290–5310       | Europe, États-Unis |        |
| 64    | 5320                     | 5310–5330       | Europe, États-Unis | [ 10 ] |
| 68    | 5340                     | 5330–5350       | Europe             | [ 9 ]  |
|       |                          |                 |                    |        |
| 96    | 5480                     | 5470–5490       | Europe             | [ 9 ]  |
| 100   | 5500                     | 5490–5510       | Europe, États-Unis |        |
| 104   | 5520                     | 5510–5530       | Europe, États-Unis |        |
| 108   | 5540                     | 5530–5550       | Europe, États-Unis |        |
| 112   | 5560                     | 5550–5570       | Europe, États-Unis |        |
| 116   | 5580                     | 5570–5590       | Europe, États-Unis | [ 11 ] |
| 120   | 5600                     | 5590–5610       | Europe, États-Unis | [ 11 ] |
| 124   | 5620                     | 5610–5630       | Europe, États-Unis | [ 11 ] |
| 128   | 5640                     | 5630–5650       | Europe, États-Unis | [ 11 ] |
| 132   | 5660                     | 5650–5670       | Europe, États-Unis |        |
| 136   | 5680                     | 5670–5690       | Europe, États-Unis |        |
| 140   | 5700                     | 5690–5710       | Europe, États-Unis |        |
| 144   | 5720                     | 5710–5730       | États-Unis         | [ 12 ] |
| 149   | 5745                     | 5735–5755       | États-Unis, Chine  |        |
| 153   | 5765                     | 5755–5775       | États-Unis, Chine  |        |
| 157   | 5785                     | 5775–5795       | États-Unis, Chine  |        |
| 161   | 5805                     | 5795–5815       | États-Unis, Chine  |        |
| 165   | 5825                     | 5815–5835       | États-Unis, Chine  |        |

Les canaux adjacents peuvent être agrégés (regroupés) par 2 (en 802.11n) ou par 2/4/8 en 802.11ac pour augmenter le débit.
Les canaux de 144 à 165 sont utilisables en Europe pour des dispositifs Wi-Fi de 25 mW maximum, ce qui inclut les smartphones en mode partage de connexion. Il s'agit de la norme portant sur les SRD de moins de 25 milliwatts de puissance d'émission.

## Bande6GHz(WiFi 6E, 7)

### Liste des canaux dans la bande des 6 GHz
Seule la bande U-NII-5 (5 925 MHz à 6 425 MHz) est autorisée en Europe (par la CEPT), 3 autres bandes (U-NII-6, 7 et 8) sont autorisées dans d'autres parties du monde mais sont allouées à d'autres services en Europe.

| Fréquence centrale (MHz) | Canaux (de 20 MHz) | N° Canal 20 MHz                     | N° Canal 40 MHz                     | N° Canal 80 MHz                     | N° Canal 160 MHz                    |
| ------------------------ | ------------------ | ----------------------------------- | ----------------------------------- | ----------------------------------- | ----------------------------------- |
| 5935                     | 5925-5945          | Bande de garde avec bande adjacente | Bande de garde avec bande adjacente | Bande de garde avec bande adjacente | Bande de garde avec bande adjacente |
| 5955                     | 5945-5965          | 1                                   | 3                                   | 7                                   | 15                                  |
| 5975                     | 5965–5985          | 5                                   | 3                                   | 7                                   | 15                                  |
| 5995                     | 5985-6005          | 9                                   | 11                                  | 7                                   | 15                                  |
| 6015                     | 6005-6025          | 13                                  | 11                                  | 7                                   | 15                                  |
| 6035                     | 6025-6045          | 17                                  | 19                                  | 23                                  | 15                                  |
| 6055                     | 6045-6065          | 21                                  | 19                                  | 23                                  | 15                                  |
| 6075                     | 6065-6085          | 25                                  | 27                                  | 23                                  | 15                                  |
| 6095                     | 6085-6105          | 29                                  | 27                                  | 23                                  | 15                                  |
| 6115                     | 6105-6125          | 33                                  | 35                                  | 39                                  | 47                                  |
| 6135                     | 6125-6145          | 37                                  | 35                                  | 39                                  | 47                                  |
| 6155                     | 6145-6165          | 41                                  | 43                                  | 39                                  | 47                                  |
| 6175                     | 6165-6185          | 45                                  | 43                                  | 39                                  | 47                                  |
| 6195                     | 6185-6205          | 49                                  | 51                                  | 55                                  | 47                                  |
| 6215                     | 6205-6225          | 53                                  | 51                                  | 55                                  | 47                                  |
| 6235                     | 6225-6245          | 57                                  | 59                                  | 55                                  | 47                                  |
| 6255                     | 6245-6265          | 61                                  | 59                                  | 55                                  | 47                                  |
| 6275                     | 6265-6285          | 65                                  | 67                                  | 71                                  | 79                                  |
| 6295                     | 6285-6305          | 69                                  | 67                                  | 71                                  | 79                                  |
| 6315                     | 6305-6325          | 73                                  | 75                                  | 71                                  | 79                                  |
| 6335                     | 6325-6345          | 77                                  | 75                                  | 71                                  | 79                                  |
| 6355                     | 6345-6365          | 81                                  | 83                                  | 87                                  | 79                                  |
| 6375                     | 6365-6385          | 85                                  | 83                                  | 87                                  | 79                                  |
| 6395                     | 6385-6405          | 89                                  | 91                                  | 87                                  | 79                                  |
| 6415                     | 6405-6425          | 93                                  | 91                                  | 87                                  | 79                                  |